# James Bradley
James Bradley, född den 3 mars 1692 i Sherborne, Gloucestershire, död den 13 juli 1762 i Chalford, var en engelsk astronom.
Bradley blev Fellow of the Royal Society 1718 och diakon 1719, men tog avsked från sitt andliga ämbete, när han 1721 blev astronomie professor i Oxford. Han var den förste, som (1727) uppställde en teori om ljusets aberration. År 1741 blev han, efter Halley, kunglig astronom vid observatoriet i Greenwich. Bradley invaldes i Kungliga Vetenskapsakademien 1747, men fick aldrig något medlemsnummer. Han gjorde upptäckter och iakttagelser av jordaxelns nutation med mera. Bradley ägnade även omsorg åt förbättrandet av de astronomiska apparaterna. En del av hans manuskript offentliggjordes 1776–1805 i Astronomical observations made at the royal observatory at Greenwich 1750–1762. Hans Miscellaneous works and correspondence offentliggjordes 1832.

## Utmärkelser
Bradley har fått ge namn åt bergsmassivet Mons Bradley på månen. Även asteroiden 2634 James Bradley är uppkallad efter honom.